# Дзвоники круглолисті мінливі
Дзвоники круглолисті мінливі (Campanula rotundifolia polymorpha (Witasek) Tacik) — багаторічна рослина, ентомофіл, ендозоохор. Представник виду Дзвоники мінливі (Campanula polymorpha), роду дзвоники (Campanula), родини дзвоникові (Campanulaceae). Загальнокарпатський високогірний (субальпійський) ендемічний підвид рівнинно-субальпійського європейського виду.

## Поширення та екологія

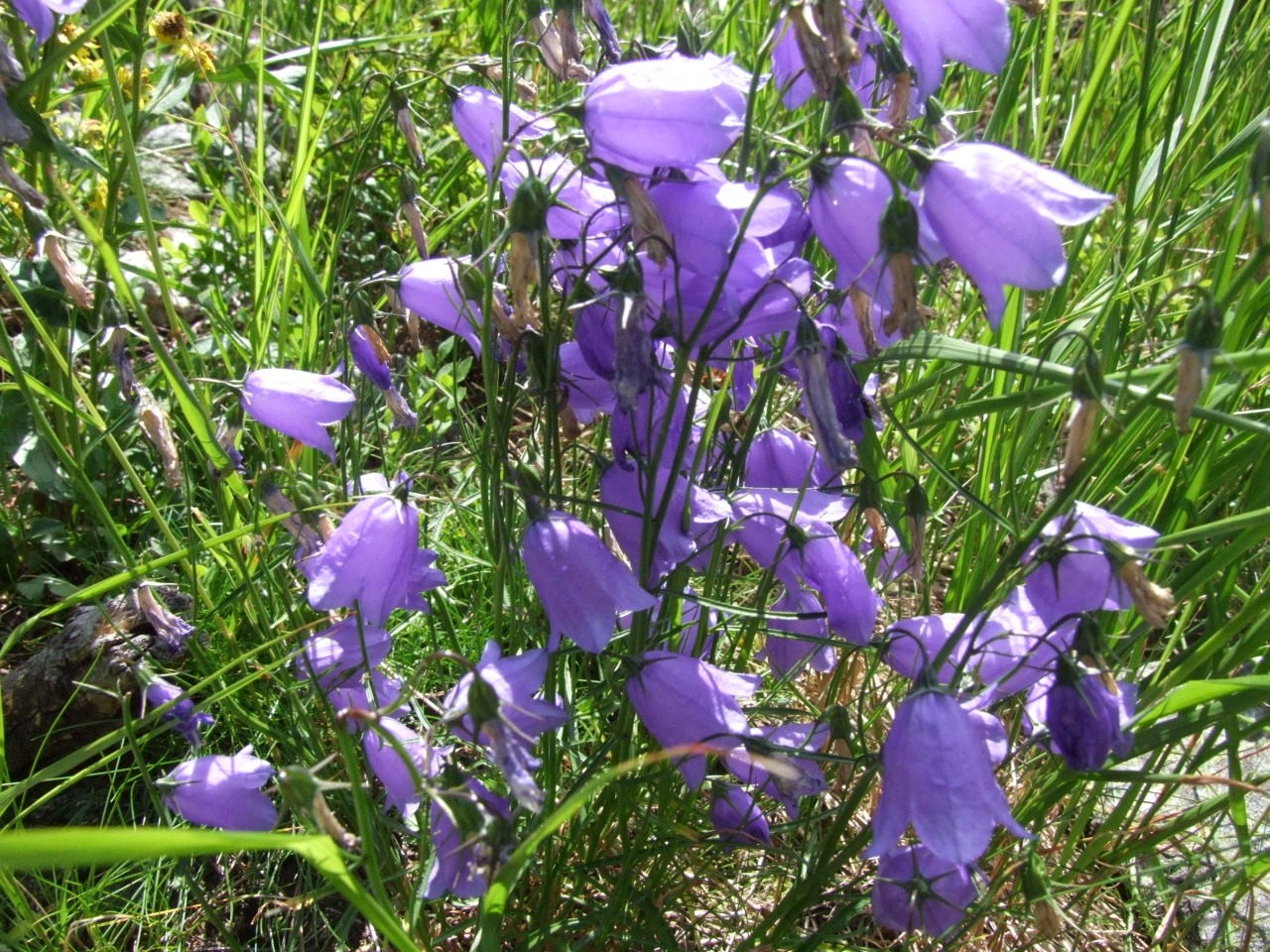
Campanula polymorpha

Вид — Дзвоники мінливі (Campanula polymorpha) поширений у більшій частині Європі, проте на півдні досить рідкісний.
Підвид — Дзвоники круглолисті мінливі (Campanula rotundifolia L. subsp. polymorpha (Witasek) Tacik) поширений у Карпатах. Зокрема в Українських Карпатах поширений на Свидовці, Чорногорі, Чивчинські гори, Мармароський масив.
Зростають повсюдно на субальпійських луках, рідше — на скелястих місцях і в тріщинах скель.

## Морфологія
Невеличка трав′яниста рослина 5-20 см заввишки, стебло розгалужене, з однією або кількома квітками, інколи внизу опушене, прикориневі листки ниркоподібні або серцеподібно-округлі, стеблові — лінійні. Частки чашечки прямостоячі, близько третини довжини віночка. Віночок дзвоникоподібний, 10-20 мм завдовжки, темно-фіолетовий. Цвіте у червні-серпні.

## Підвиди
Дуже варіабельний вид. У «Flora Europea» зазначено ще три підвиди: типовий subsp. rotundifolia, subsp. sudetica (Hruby) Soό і subsp. alpicola Hayek, а румунський ботанік А.Белді, окрім цього, зачислює до Campanula rotundifolia у ранзі підвиду subsp. kladniana (Schur) Tacik здавна відомий вид Campanula kladniana (Schur) Witasek.

## Охорона
Зростають у Чорногірському і Мармароському масивах Карпатського біосферного заповідника.
Потерпає від різних видів господарської діяльності та рекреації.